# Хаймертинген
Хаймертинген (нем. Heimertingen) — община в Германии, в земле Бавария. 
Подчиняется административному округу Швабия. Входит в состав района Нижний Алльгой. Подчиняется управлению Бос.  Население составляет 1680 человек (на 31 декабря 2010 года). Занимает площадь 13,88 км².